# Wrodzony brak nasieniowodów
Wrodzony brak nasieniowodów, wrodzona obustronna aplazja nasieniowodów (ang. congenital (bilateral) absence of the vas deferens, congenital bilateral aplasia of vas deferens, CAVD, CBAVD) – najczęściej spotykana wada dróg wyprowadzających nasienie, polegająca na aplazji nasieniowodów, występująca jako genitalny wykładnik mukowiscydozy albo jako odrębne schorzenie. Część mutacji w genie CFTR wywołuje mukowiscydozę, część objawia się wyłącznie jako CBAVD; są to więc schorzenia alleliczne.
Jako pierwszy brak nasieniowodów stwierdził autopsyjnie John Hunter w 1737 roku.